# Melothria longituba
Melothria longituba är en gurkväxtart som beskrevs av Charles Jeffrey. Melothria longituba ingår i släktet Melothria och familjen gurkväxter. Inga underarter finns listade i Catalogue of Life.